# Esqui estilo livre nos Jogos Olímpicos de Inverno de 2018 - Halfpipe masculino
O halfpipe masculino do esqui estilo livre nos Jogos Olímpicos de Inverno de 2018 foi disputado nos dias 20 e 22 de fevereiro no Parque de Neve Phoenix, em Pyeongchang.

## Medalhistas
| Ouro   | USA David Wise    |
| Prata  | USA Alex Ferreira |
| Bronze | NZL Nico Porteous |

## Programação
Horário local (UTC+9).
| Data            | Horário | Evento                     |
| --------------- | ------- | -------------------------- |
| 20 de fevereiro | 13:15   | 1ª descida de qualificação |
| 20 de fevereiro | 14:18   | 2ª descida de qualificação |
| 22 de fevereiro | 11:30   | 1ª descida final           |
| 22 de fevereiro | 11:56   | 2ª descida final           |
| 22 de fevereiro | 12:22   | 3ª descida final           |

## Resultados

### Qualificação
Os doze melhores atletas classificam-se à final.
| Pos. | Ordem | Atleta                         | 1ª descida | 2ª descida | Melhor | Notas |
| ---- | ----- | ------------------------------ | ---------- | ---------- | ------ | ----- |
| 1    | 3     | USA Aaron Blunck               | 63.20      | 94.40      | 94.40  | Q     |
| 2    | 1     | USA Alex Ferreira              | 92.60      | 43.40      | 92.60  | Q     |
| 3    | 7     | USA Torin Yater-Wallace        | 89.60      | 33.60      | 89.60  | Q     |
| 4    | 27    | NZL Byron Wells                | 88.60      | 42.00      | 88.60  | Q     |
| 5    | 16    | NZL Beau-James Wells           | 86.20      | 88.20      | 88.20  | Q     |
| 6    | 5     | FRA Kevin Rolland              | 87.80      | 37.80      | 87.80  | Q     |
| 7    | 9     | CAN Mike Riddle                | 6.40       | 82.20      | 82.20  | Q     |
| 8    | 2     | USA David Wise                 | 24.80      | 79.60      | 79.60  | Q     |
| 9    | 6     | CAN Noah Bowman                | 43.00      | 77.20      | 77.20  | Q     |
| 10   | 8     | FRA Thomas Krief               | 74.40      | 25.80      | 74.40  | Q     |
| 11   | 15    | NZL Nico Porteous              | 51.20      | 72.80      | 72.80  | Q     |
| 12   | 19    | AUT Andreas Gohl               | 68.60      | 31.60      | 68.60  | Q     |
| 13   | 4     | CAN Simon d'Artois             | 66.60      | 40.40      | 66.60  |       |
| 14   | 21    | GBR Murray Buchan              | 66.00      | 65.40      | 66.00  |       |
| 15   | 12    | GBR Peter Speight              | 3.80       | 64.60      | 64.60  |       |
| 16   | 20    | AUT Lukas Müllauer             | 17.00      | 63.60      | 63.60  |       |
| 17   | 22    | NZL Miguel Porteous            | 40.40      | 62.60      | 62.60  |       |
| 18   | 10    | SUI Joel Gisler                | 59.80      | 9.80       | 59.80  |       |
| 19   | 14    | SUI Rafael Kreienbühl          | 55.20      | 22.20      | 55.20  |       |
| 20   | 24    | CHN Mao Bingqiang              | 53.00      | 54.60      | 54.60  |       |
| 21   | 18    | AUT Marco Ladner               | 54.20      | 39.40      | 54.20  |       |
| 22   | 23    | IRL Brendan Newby              | 53.80      | 53.80      | 53.80  |       |
| 23   | 26    | CHN Kong Xiangrui              | 47.40      | 50.80      | 50.80  |       |
| 24   | 13    | OAR Pavel Chupa                | 46.80      | 25.80      | 46.80  |       |
| 25   | 11    | SUI Robin Briguet              | 23.00      | 29.40      | 29.40  |       |
| 26   | 17    | GBR Alexander Glavatsky-Yeadon | 10.80      | 15.00      | 15.00  |       |
| 27   | 25    | KOR Lee Kang-bok               | 5.80       | 13.00      | 13.00  |       |

### Final
A final foi composta de 3 descidas, com a melhor descida entrando na pontuação final do atleta.
| Pos. | Ordem | Atleta                  | 1ª descida | 2ª descida | 3ª descida | Melhor | Notas |
| ---- | ----- | ----------------------- | ---------- | ---------- | ---------- | ------ | ----- |
| 01 ! | 2     | USA David Wise          | 17.00      | 6.40       | 97.20      | 97.20  |       |
| 02 ! | 1     | USA Alex Ferreira       | 92.60      | 96.00      | 96.40      | 96.40  |       |
| 03 ! | 15    | NZL Nico Porteous       | 82.40      | 94.80      | 30.00      | 94.80  |       |
| 4    | 16    | NZL Beau-James Wells    | 87.40      | 52.20      | 91.60      | 91.60  |       |
| 5    | 6     | CAN Noah Bowman         | 89.40      | 19.20      | 11.20      | 89.40  |       |
| 6    | 9     | CAN Mike Riddle         | 85.40      | 26.00      | 27.40      | 85.40  |       |
| 7    | 3     | USA Aaron Blunck        | 81.40      | 5.60       | 84.80      | 84.80  |       |
| 8    | 19    | AUT Andreas Gohl        | 14.60      | 46.00      | 68.80      | 68.80  |       |
| 9    | 7     | USA Torin Yater-Wallace | 65.20      | 28.80      | 12.20      | 65.20  |       |
| 10   | 8     | FRA Thomas Krief        | 9.80       | DNS        | DNS        | 9.80   |       |
| 11   | 5     | FRA Kevin Rolland       | 6.40       | 6.40       | 5.60       | 6.40   |       |
| 12   | 27    | NZL Byron Wells         | DNS        | DNS        | DNS        | DNS    |       |

Legenda
| Recorde mundial      | Recorde mundial (World record)               |                       | Recorde africano                      | Recorde africano (African) |                                           | Q | Classificado por posição (Qualified) |
| Recorde olímpico     | Recorde olímpico (Olympic record)            | Recorde da América    | Recorde da América (Americas)         | q                          | Classificado por melhor tempo (Qualified) |   |                                      |
| Melhor marca do ano  | Melhor marca do ano (World leading)          | Recorde asiático      | Recorde asiático (Asian)              | DNS                        | Não largou (Did not start)                |   |                                      |
| Recorde nacional     | Recorde nacional (National record)           | Recorde europeu       | Recorde europeu (European)            | DNF                        | Não terminou (Did not finish)             |   |                                      |
| Recorde pessoal      | Recorde pessoal do atleta (Personal best)    | Recorde da Oceania    | Recorde da Oceania (Oceania)          | DSQ / DQ                   | Desclassificado (Disqualified)            |   |                                      |
| Recorde da temporada | Recorde da temporada do atleta (Season best) | Recorde sul-americano | Recorde sul-americano (South America) | NM                         | Sem marca (No mark)                       |   |                                      |